# 1539

## Události
- francouzština se stává úředním jazykem Provence

## Narození
Česko
- 1. října – Petr Vok z Rožmberka, český šlechtic († 6. listopadu 1611)
- ? – Martin Bacháček z Nouměřic, český astronom a matematik († únor 1612)

Svět
- 15. ledna – Tošiie Maeda, japonský generál 16. stol. († 27. dubna 1599)
- 30. dubna – Barbora Habsburská, dcera císaře Ferdinanda I. Habsburského († 19. září 1572)
- ? – Ekei Ankokudži, daimjó († 6. listopadu 1600)
- ? – Humphrey Gilbert, anglický mořeplavec († 9. září 1583)
- ? – José de Acosta, španělský historik, přírodovědec a jezuita († 15. února 1600)
- ? - Guillen de San Clemente, španělský politik, voják a velvyslanec v Praze († 3. září 1608)

## Úmrtí
Česko
- 15. října – Jošt III. z Rožmberka, český šlechtic (* 30. června 1488)

Svět
- 13. ledna – Isabella d'Este, markýza z Mantovy, významná postava italské renesance a jedna z nejvýznamnějších postav tehdejší politiky a kultury (* 1474)
- 6. února – Jan III. Klevský, německý šlechtic, otec Anny Klevské, čtvrté manželky anglického krále Jindřicha VIII. (* 10. listopadu 1490)
- 13. března – Thomas Boleyn, anglický šlechtic a otec královny Anny Boleynové (* 1477)
- 1. května – Isabela Portugalská, španělská královna (* 24. října 1503)
- 7. května
  - Ottaviano Petrucci, italský tiskař, vynálezce nototisku (* 18. června 1466)
  - Guru Nának, zakladatel sikhismu (* 1469)
- ? – Svatý Jan Stone, řeholník augustiniánského řádu, mučedník (* ?)
- ? – Ayas Mehmed Paša, osmanský velkovezír (* 1483)
- ? – Ayşe Hatun, manželka osmanského sultána Selima I. (* 1476)

## Hlavy států
- České království – Ferdinand I.
- Svatá říše římská – Karel V.
- Papež – Pavel III.
- Anglické království – Jindřich VIII. Tudor
- Francouzské království – František I.
- Polské království – Zikmund I. Starý
- Uherské království – Ferdinand I. – Jan Zápolský
- Španělské království – Karel V.
- Burgundské vévodství – Karel V.
- Osmanská říše – Sulejman I.
- Perská říše – Tahmásp I.